# ده مذكور غلال (تشين)
ده مذکور غلال (بالفارسية: ده نسه مذکورگلال) هي قرية تقع في إيران في قسم تشین الريفي. يقدر عدد سكانها بـ 19 نسمة بحسب إحصاء 2016.